# ناحیه ژرف‌دریایی
ناحیه ژرف‌دریایی منطقه باتایال یا باتیپلاژیک - از یونانی βαθύς، عمیق - (همچنین به عنوان منطقه نیمه شب شناخته می‌شود) بخشی از ناحیه لجه است که از عمق ۱٬۰۰۰ تا ۴٬۰۰۰ متر (۳٬۳۰۰ تا ۱۳٬۱۰۰ فوت) زیر سطح آب‌های آزاد امتداد دارد. بین مزوپلاژیک (میان‌لُجه) در بالایش و ناحیه مغاکی در زیرش قرار دارد. میانگین دما در حدود ۴ درجه سلسیوس (۳۹ درجه فارنهایت) اگرچه از نظر حجم از ناحیه نورگیر بزرگتر است، منطقه ژرف‌دریایی تراکم کمتری از نظر موجودات زنده دارد. نور خورشید به این منطقه نمی‌رسد، به این معنی که تولید اولیه تقریباً وجود ندارد. گیاه شناخته شده‌ای در این منطقه به دلیل کمبود نور خورشید مورد نیاز برای فتوسنتز وجود ندارد. به دلیل این ویژگی، به این منطقه نیمه‌شب (همچنین گرگ و میش یا تاریک) گفته می‌شود.

## جانوران
به دلیل کمبود نور، بعضی از گونه‌ها چشم ندارند. موجوات این منطقه که چشم دارند شامل ماهی‌های خون‌آشام و کوسه یخی است. بسیاری از اشکال‌های شناگر در منطقه ژرف‌دریایی مانند ماهی مرکب، نهنگ‌های بزرگ و اختاپوس‌ها زندگی می‌کنند. در ژرف‌دریایی، برخی از بزرگ‌ترین نهنگ‌های جهان تغذیه می‌کنند. اسفنج‌ها، بازوپایان، ستاره‌های دریایی و توتیاهای دریایی نیز در منطقه ژرف‌دریایی رایج هستند. حیوانات در منطقه ژرف‌دریایی توسط شکارچیانی که قادر به دیدن آنها هستند، تهدید نمی‌شوند، بنابراین ماهیچه‌های قدرتمندی ندارند. این منطقه برای زندگی در ماهی دشوار است زیرا پیدا کردن مواد مغذی سخت است. این موجودات بسیار کارآمد هستند و بسیاری از آنها سرعت سوخت‌وساز بدن را برای صرفه جویی در مصرف انرژی کاهش می‌دهند. ماهی‌ها با عضلات ضعیف، پوست نرم و بدن لاغر مشخص می‌شوند. سازگاری برخی از ماهی‌هایی که در آنجا زندگی می‌کنند شامل چشمان کوچک و پوستی شفاف است.